# Une affaire de nègres
Pour plus de détails, voir Fiche technique et Distribution.
Une affaire de nègres est un documentaire réalisé par Osvalde Lewat en 2007. Le film est sorti en France le 23 septembre 2009.

## Synopsis
Cameroun. En un an le Commandement Opérationnel, une "unité spéciale" des forces de l'ordre qui lutte contre le banditisme dans la région de Douala, fait disparaître impunément plus d'un millier de personnes.
"On dit des Africains qu'ils ne sont pas prêts pour la démocratie, alors je m'interroge : ont-ils jamais été prêts pour la dictature ? " Wole Soyinka - Prix Nobel de Littérature.
Osvalde Lewat reprend cette interrogation à son compte quelques années après, habitée par cette histoire terrible et le souvenir des familles de victimes qui se battent encore pour savoir ce que sont devenus leurs disparus...

## Fiche technique
- Titre : Une affaire de nègres
- Réalisation : Osvalde Lewat
- Photographie : Philippe Radoux-Bazzini
- Musique : Rasyn
- Production : Xavier Carniaux et Elisabeth Marliangeas
- Société de production : AMIP
- Société de distribution : Les Films du Paradoxe
- Pays de production :  France,  Cameroun
- Langue : français
- Durée : 90 minutes
- Date de sortie : France : 23 septembre 2009

## Distinctions
Le film reçoit le 3e prix documentaire  au FESPACO en 2009.